# إبراهيم بن عيينة
أَبُو إِسْحَاقَ إِبْرَاهِيْم بنُ عُيَيْنَةَ ابن أبي عمران الهلالي مولاهم الكوفي هو إمام ومُحدث، وأخو سفيان بن عيينة، وُلد نحو سنة عشرين ومائة، وتُوفي سنة تسع وتسعين ومائة.

## روايته للحديث النبوي
- روى عن: إسماعيل بن أبي خالد البجلي، وإسماعيل بن رافع الأنصاري، والوليد بن ثعلبة الطائي، وحميد بن قيس الأعرج، وسفيان الثوري، وسفيان بن عيينة الهلالي، وسليمان بن مهران الأعمش، وشعبة بن الحجاج العتكي، وصالح بن حسان الأنصاري، وصالح بن كيسان الدوسي، وعمرو بن منصور الهمداني، ومسعر بن كدام العامري، ووقاء بن إياس الأسدي، ويحيى بن سعيد التيمي، وسهيل بن رافع بن أبي عمرو، وعبد الله بن عطية العوفي، ويحيى بن يعقوب الأنصاري.[2]
- روى عنه: أحمد بن الأزهر العبدي، وأحمد بن بكار القرشي، وأحمد بن حنبل، وإسحاق بن إسماعيل اليتيم، والحسن بن حماد الضبي، والحسين بن علي الصدائي، والحسين بن منصور السلمي، والحسين بن يزيد الأنصاري، والهيثم بن خالد الجهني، وحمزة بن حبيب الزيات، وسعيد بن عبد الرحمن القرشي، وسفيان بن وكيع الرؤاسي، وعبد الله بن عمر القرشي، وعبد الله بن هاشم العبدي، وعبدة بن عبد الرحيم المروزي، وعبيد الله بن سعيد اليشكري، وعلي بن محمد الكوفي، ومحمد بن طريف بن خليفة، ومحمد بن عباد المكي، ويحيى بن معين، ويحيى بن موسى الحداني، ويعقوب بن كاسب المدني، وأحمد بن جعفر الوكيعي، وإسحاق بن بهلول التنوخي، والحسن بن حماد الضبي، والحسن بن محبوب البغدادي، والحسين بن الفضل الواسطي، والحسين بن حماد الطائي، وسختويه بن مازيان النيسابوري، ومحمد بن إسماعيل الصائغ، ونصر بن يحيى القاضي.[2]

## أقوال العلماء فيه
هذه جملة من أقوال العلماء فيه:
- قال أبو حاتم الرازي: «شيخ يأتي بمناكير».
- قال أبو دواد السجستاني: «بني عيينة كلهم صالح».
- قال أبو زرعة الرازي: «ضعيف».
- قال أحمد بن حنبل: «ضعيف».
- قال أحمد بن شعيب النسائي: «ليس بالقوي».
- قال أحمد بن صالح الجيلي: «صدوق».
- قال ابن حجر العسقلاني: «صدوق يهم».[4]
- قال الدارقطني: «ضعيف».
- قال الذهبي: «حديثه صالح».
- قال محمد بن إسماعيل البخاري: «ضعيف».
- قال مصنفوا تحرير تقريب التهذيب: «ضعيف يعتبر به».
- قال يحيى بن معين: «مسلم صدوق، لم يكن من أصحاب الحديث»، وفي رواية ابن محرز، قال: «لم يكن بذاك، كان ضعيف».